# Jean-Jacques Diderich
Jean-Jacques Diderich, né le 14 août 1850 dans le village d'Ehlerange à Sanem (Luxembourg) et mort en août 1920 en Allemagne, est un juriste et homme politique luxembourgeois.

## Biographie
Né le 14 août 1850, Jean-Jacques Diderich est docteur en droit.
Au cours de sa carrière politique, Jean-Jacques Diderich est élu à la Chambre des députés lors des élections législatives de 1902. Candidat sur la liste démocrate de Michel Welter et Caspar Mathias Spoo (lb), il représente le canton d'Esch-sur-Alzette mais ne semble pas être membre du Parti social-démocrate (SdP). Au deuxième tour des élections législatives de 1908, le Bloc des gauches lui demande de retirer sa candidature dans sa circonscription, ce qu'il refuse catégoriquement. Il en profite pour se rapprocher de la droite mais le maintien de sa candidature dissidente n'obtient aucun succès.  
Il meurt en août 1920 dans sa résidence au bord du Rhin en Allemagne. 